# セッカン駅
セッカン駅（セッカンえき）は、大韓民国ソウル特別市永登浦区汝矣島洞に位置するソウル地下鉄9号線とソウル軽電鉄新林線の駅。駅番号は9号線が(916)、新林線がS401。汝矣島の南側に位置する。「セッカン、賽江/샛강」とは汝矣島の南側を流れる漢江の支流で、「間の川」という意味。

## 駅構造

### 9号線
ホームは地下3階にあり、相対式ホーム2面2線と、その中間に通過線2線の計2面4線を有する。フルスクリーンタイプのホームドアが設置されている。改札口に通じる階段はホーム汝矣島寄りと中程にホーム1面につき1ヶ所ずつあり、エレベーターはホーム汝矣島寄りにホーム1面ごとに1基ずつある。
改札階は地下2階で、改札口は1ヶ所ある。改札外には円筒の形をした開放的なコンコースがある。化粧室は改札外にある。出口は4番まである。

### のりば
| 上り   | 9号線                | 堂山・金浦空港・開花方面         |
| 通過線 | 上りの急行列車の通過 | 上りの急行列車の通過             |
| 通過線 | 下りの急行列車の通過 | 下りの急行列車の通過             |
| 下り   | 9号線                | 銅雀・高速ターミナル・新論峴方面 |

### 新林線
相対式ホーム2面2線の地下駅。

### のりば
案内上ののりば番号は設定されていない。
| 上り | 降車専用 |                                |
| 下り | 新林線   | ポラメ・新林・書院・冠岳山方面 |

## 歴史
- 2008年9月18日 -  セッカン駅に駅名が確定[1]。
- 2009年7月24日 - 開花駅から新論峴駅間が開業。
- 2022年5月28日：ソウル軽電鉄新林線開通とともに乗り換え駅になる。

## 利用状況
近年の一日平均利用人員推移は下記のとおり。
なお、9号線の2009年は開業日の7月24日から12月31日までの161日間を基準にしたものである。
| 路線  | 路線     | 2000年 | 2001年 | 2002年 | 2003年 | 2004年 | 2005年 | 2006年 | 2007年 | 2008年 | 2009年 | 出典  |
| ----- | -------- | ------ | ------ | ------ | ------ | ------ | ------ | ------ | ------ | ------ | ------ | ----- |
| 9号線 | 乗車人員 | 未開業 | 未開業 | 未開業 | 未開業 | 未開業 | 未開業 | 未開業 | 未開業 | 未開業 | 3,467  | [ 2 ] |
| 9号線 | 降車人員 | 未開業 | 未開業 | 未開業 | 未開業 | 未開業 | 未開業 | 未開業 | 未開業 | 未開業 | 3,285  | [ 2 ] |
| 9号線 | 乗降人員 | 未開業 | 未開業 | 未開業 | 未開業 | 未開業 | 未開業 | 未開業 | 未開業 | 未開業 | 6,754  | [ 2 ] |
| 路線  | 路線     | 2010年 | 2011年 | 2012年 | 2013年 | 2014年 | 2015年 | 2016年 | 2017年 | 2018年 | 2019年 | 出典  |
| 9号線 | 乗車人員 | 4,378  | 4,621  | 5,280  | 5,606  | 5,624  | 5,289  | 5,032  | 5,124  | 5,075  | 5,078  | [ 2 ] |
| 9号線 | 降車人員 | 4,421  | 4,699  | 5,413  | 5,815  | 5,807  | 5,547  | 5,364  | 5,399  | 5,320  | 5,195  | [ 2 ] |
| 9号線 | 乗降人員 | 8,799  | 9,322  | 10,694 | 11,421 | 11,431 | 10,837 | 10,396 | 10,523 | 10,395 | 10,273 | [ 2 ] |

## 駅周辺
- 韓国放送公社別館
- アンカラ公園
- 大方駅 ‐ 汝矣橋を渡り、南へ450m歩いたところにある。
- 輪中初等学校
- 輪中中学校
- セッカン
- セッカン生態公園
- 汝矣橋
- 汝矣島聖母病院
- 63ビル
- イーマート 汝矣島店

## 隣の駅
ソウル市メトロ9号線
 9号線
急行
通過
一般（各駅停車）
汝矣島駅 (915) - セッカン駅 (916) - 鷺梁津駅 (917)
ソウル軽電鉄新林線
 新林線
セッカン駅 (S401) - 大方駅 (S402)